# Malpolon moilensis
Malpolon moilensis är en ormart som beskrevs av Reuss 1834. Malpolon moilensis ingår i släktet Malpolon och familjen snokar. Inga underarter finns listade i Catalogue of Life.
Arten förekommer i norra och västra Afrika, i Mellanöstern och på Arabiska halvön. Honor lägger ägg.